# Beitzà
Beitzà (en hebreu: ביצה) és un tractat de la Mixnà de l'ordre de Moed. El nom de Beitzà es refereix a la primera paraula del tractat, com és usual als llibres antics d'Orient. El terme Yom Tov, d'altra banda, resumeix el contingut principal del tractat, el tractament de les festes religioses. El tractat parla sobre les disposicions legals relatives als dies festius en els quals no s'ha de treballar, encara que la preparació d'aliments està permesa, a diferència del Shabat i el Yom Kipur. Aquests són els primers i els darrers dies de Pésaj i de Sucot, així com el Xavuot i el Roix ha-Xanà, (l'any nou jueu). Tanmateix, existeixen altres diferències al tractat entre els dies festius abans esmentats. Shabat i Yom Kipur també tenen els seus propis tractats a la Mixnà. En el primer capítol hi ha dos principis: en primer lloc, l'equip necessari per realitzar les activitats pròpies dels dies festius ha de ser preparat el dia anterior. D'altra banda, cal assegurar-se de que les activitats que es duen a terme, tant en els dies laborables com en els dies festius, es porten a terme d'una manera especial en els dies festius. El segon capítol està dedicat principalment a la preparació dels aliments, mentre que el tercer capítol se centra en el tractament de les mascotes i els animals salvatges. A continuació, la Mixnà discuteix les disposicions per al comerç d'aliments. Els capítols quart i cinquè tracten sobre les qüestions relatives al transport d'objectes. Es pot trobar més informació en la Tosefta, així com en la Guemarà de la Terra d'Israel i en el Talmud de Babilònia.